# Walther-Schreiber-Platz (Berlins tunnelbana)
Walther-Schreiber-Platz är en tunnelbanestation på linje U9 i Berlins tunnelbana uppkallad efter Walther Schreiber.  Stationen ligger på gränsen mellan Friedenau i Tempelhof-Schöneberg och Steglitz i Steglitz-Zehlendorf. Den ligger under torget Walther-Schreiber-Platz. Stationen är formgiven av Rainer G. Rümmler och väggarnas utformning är densamma som bland annat på stationen Bayerischer Platz.